# عربی مراکشی شرقی
عربی مراکشی شرقی یک زنجیره گویشی از گویش‌های هلالی عربی است که عمدتاً در منطقه وجده و بخشی از منطقه شرق مراکش تکلم می‌شود.